# HD 20104
HD 20104 (HR 967), är en dubbelstjärna i den mellersta delen av stjärnbilden Giraffen. Den har en kombinerad skenbar magnitud av ca 6,41 och är mycket svagt synlig för blotta ögat där ljusföroreningar ej förekommer. Baserat på parallaxmätning inom Hipparcosuppdraget på ca 5,9 mas, beräknas den befinna sig på ett avstånd på ca 550 ljusår (ca 170 parsek) från solen. Den rör sig närmare solen med en heliocentrisk radialhastighet på ca -6 km/s.

## Egenskaper
Primärstjärnan HD 20401 A är en vit till blå stjärna i huvudserien av spektralklass A2 V. Den har en massa som är ca 2,5 solmassor och har ca 71 gånger solens utstrålning av energi från dess fotosfär vid en effektiv temperatur av 8 100 till 8 700 K.
Följeslagaren HD 20401 B är en vit till blå stjärna i huvudserien av spektralklass A4 V. Den har en massa som är ca 2,3 solmassor och en effektiv temperatur av ca 8 100 till 8 700 K. De båda stjärnorna ligger separerade med 0,5 bågsekund och cirkulerar i en bana med en halv storaxel på 0,46 bågsekund och excentricitet 0,4 med en omloppsperiod av ca 350 år.